# Neosepicaea aurantiaca
Neosepicaea aurantiaca là một loài thực vật có hoa trong họ Chùm ớt. Loài này được (Diels) Steenis mô tả khoa học đầu tiên năm 1968.